# Fjodor Kirillowitsch Drischenko

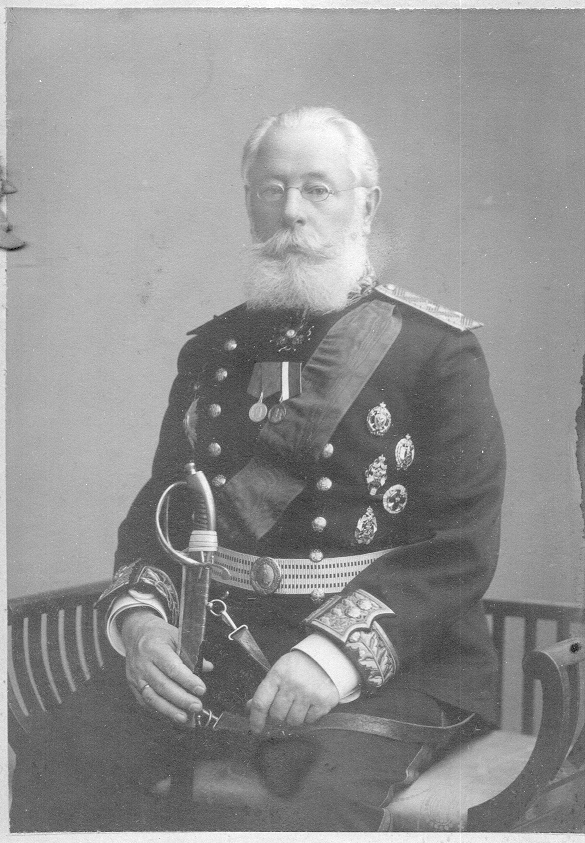
Fjodor Kirillowitsch Drischenko (1913)

Fjodor Kirillowitsch Drischenko (russisch Фёдор Кириллович Дриженко; * 22. Apriljul. / 4. Mai 1858greg. in Jekaterinoslaw; † 16. April 1922 in Krasnojarsk) war ein russisch-sowjetischer Hydrograph.

## Leben
Drischenko war einer der sechs Söhne des Sekretärs der Adelsdeputiertenversammlung Titulärrat (IX. Rangklasse) Kirill Alexandrowitsch Drischenko, der sich auf Saporoger Kosaken zurückführte, und seiner Frau Sofja Xenofontowna geborene Christoforowa. Drischenko verließ die 5. Klasse des Gymnasiums, um 1873 in das St. Petersburger Marine-Kadettenkorps einzutreten. Im Sommer 1874 nahm er an seiner ersten Fahrt auf der Segel-Dampf-Ausbildungskorvette Warjag teil. 1877 schloss er die Ausbildung als Gardemarin mit der Note 11,5 im 12-stufigen Notensystem und der Nachimowski-Prämie von 300 Rubel ab.
Der Russisch-Osmanische Krieg (1877–1878) verhinderte die unmittelbare Teilnahme an der üblichen Weltumsegelung, sodass Drischenko zunächst  mit seinem Mitschüler Juli Schokalski auf dem Schlachtschiff Pjotr Weliki auf der Ostsee fuhr. An seinem 20. Geburtstag begann Drischenko seine Weltumsegelung, indem er bis 1883 auf verschiedenen Schiffen auf den verschiedenen Weltmeeren  fuhr. 1884–1886 studierte er an der Nikolai-Marine-Akademie. 1887–1889 nahm er im Pulkowo-Observatorium an dem Kurs für praktische Astronomie und Geodäsie teil. Im Dezember 1888 verteidigte er öffentlich in der Nikolai-Marine-Akademie seine  Dissertation über die Entwicklung der Winkelmessgeräte in der Marine und den Fleurieu-Gyroskop-Kollimator. Zweimal wurde er nach Westeuropa geschickt, um den dortigen Stand der Hydrographie kennenzulernen.
Drischenko leitete 1891–1894 die Vermessungsarbeiten auf dem Onegasee.
Zur Sicherstellung des Betriebs der Eisenbahnfährverbindung der Baikalbahn und des Schiffsverkehrs auf dem Baikalsee gründete die Hydrographie-Hauptverwaltung die Hydrographie-Baikal-Expedition unter der Leitung Oberst Drischenkos. Das Ziel war die Erstellung von Seekarten und Seehandbüchern, die Feststellung der Eisverhältnisse und die Bestimmung von Orten für Leuchttürme und Wetterstationen. Sogleich entwickelte er mit Juli Schokalski ein entsprechendes Projekt. 1896 begann Drischenko die Erkundung des Baikalsees und setzte sie in den Sommerperioden der folgenden Jahre fort. 1902 untersuchte er auch die Obere Angara und die Portage von der Oberen Angara zum Bodaibo, an dem Bodaibo liegt. Alle gesteckten Ziele wurden erreicht.
Nach dem verlorenen Russisch-Japanischen Krieg wurde 1906 eine neue Kommission für die Erschließung des Nördlichen Seewegs berufen, zu der unter dem Vorsitz Admiral Wladimir Werchowskis Alexander Warnek, Andrei Wilkizki, Fjodor Drischenko, Iwan Sergejew, Nikolai Kolomeizew, Alexander Koltschak, Juli Schokalski und Leonid Breitfuß gehörten. Das neue Projekt der Hydrographischen Expedition des Nördlichen Eismeers wurde genehmigt und mit zwei Eisbrecher-Transportschiffen 1910–1915 realisiert.

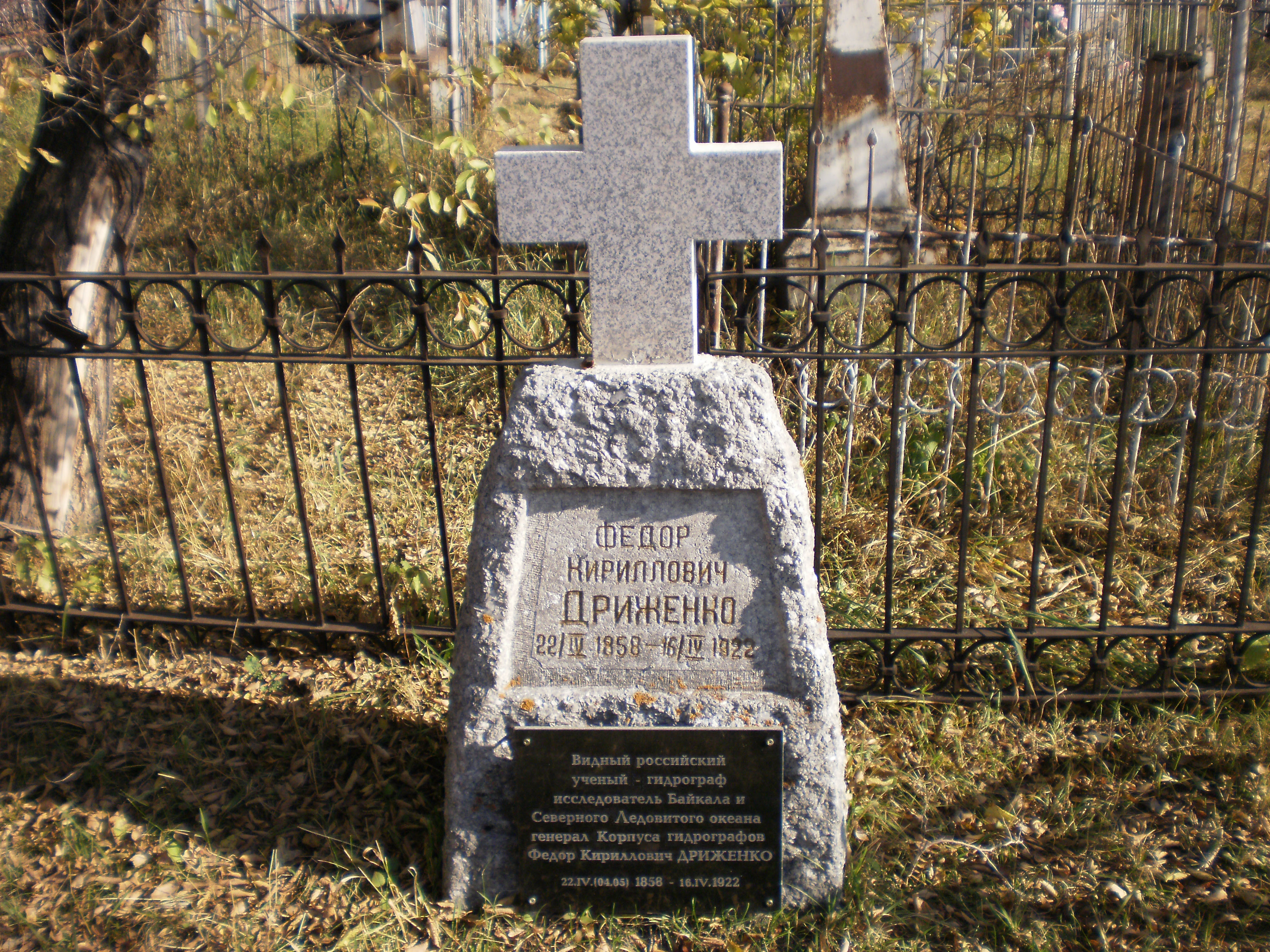
Drischenkos Grab, Dreifaltigkeitsfriedhof, Krasnojarsk (nach 2000 restauriert von Wladimir Alexandrowitsch Karatschagin auf eigene Kosten)

Im Mai 1917 wurde Drischenko als General des Hydrographen-Korps aus dem aktiven Militärdienst beurlaubt. Mit seiner Familie ließ er sich in Krasnojarsk nieder, wo sein Neffe Sergei Drischenko Stadt-Architekt war. Er trat in den Dienst der Ob-Jenissei-Kartografie-Abteilung und leitete die Vermessungsarbeiten.
Drischenko war seit 1889 mit Natalija Iwanowna geborene Jaworskaja verheiratet, mit der er zwei Söhne und drei Töchter hatte.
Sein Archiv hatte Drischenko 1917 in Petrograd bei Verwandten zurückgelassen, die nach der Oktoberrevolution verhungerten. Das Archiv verschwand spurlos.
Drischenkos Namen tragen ein Kap am Nordende Nowaja Semljas, das Georgi Sedow 1913 benannte, ein Kap der Insel Sachalin in der Bucht Butakowa, das die Mannschaft des Klippers Plastun 1882 entdeckte und benannte, eine Bank im Baikalsee, die von S. W. Grafow und Leonid Kolotilo 1984 entdeckt und benannt wurde, und früher ein Kutter auf dem Baikalsee, der jetzt einen anderen Namen trägt.

## Mitgliedschaften
- Kaiserliche Russische Geographische Gesellschaft (1891)[2]
- Russische Astronomische Gesellschaft (1894)
- Internationale Schifffahrtskommission in Brüssel (als ständiger Vertreter Russlands, 1909)[2]
- Internationale Seeschifffahrtskonferenz St. Petersburg (als Vertreter Russlands, 1912)

## Ehrungen, Preise
- Goldmedaille und Diplom der Weltausstellung Paris 1889 für hydrologische Arbeiten[3]
- Silbermedaille der Kaiserlichen Russische Geographische Gesellschaft für die Beschreibung des Onegasees
- Orden des Heiligen Wladimir III. Klasse, II. Klasse
- Sankt-Stanislaus-Orden I. Klasse
- Russischer Orden der Heiligen Anna I. Klasse[3]